# Білорусь на Олімпійських іграх
Білорусь, як незалежна держава, бере участь в Олімпійських іграх з 1994 року. До зимових Олімпійських ігор 1994 року в Ліллегаммері білоруські спортсмени виступали у складі олімпійської команди СРСР в період 1952—1988 років. Після розпаду Радянського Союзу на Олімпіаді 1992 року білоруські спортсмени були частиною Об'єднаної команди. 

## Олімпійські збірні
| Ігри | Прапороносець       | Олімпійці | Чоловіки | Жінки | Види спорту | Золото | Срібло | Бронза | Загалом | Найбільше медалей                                    |
| ---- | ------------------- | --------- | -------- | ----- | ----------- | ------ | ------ | ------ | ------- | ---------------------------------------------------- |
| 2010 | Олег Антоненко      | 47        | 33       | 14    | 6           | 1      | 1      | 1      | 3       | 3 спортсмени з 1 медаллю                             |
| 2008 | Олександр Романьков | 177       | 93       | 84    | 24          | 4      | 5      | 10     | 19      | Роман Петрушенко та Вадим Махньов по 2 медалі        |
| 2006 | Олександр Попов     | 28        | 14       | 14    | 7           | 0      | 1      | 0      | 1       | Дмитро Дащинський — 1 медаль                         |
| 2004 | Олександр Медведь   | 151       | 82       | 69    | 22          | 2      | 6      | 7      | 15      | 17 спортсменів з 1 медаллю                           |
| 2002 | Олег Риженков       | 64        | 44       | 20    | 9           | 0      | 0      | 1      | 1       | Олексій Гришин — 1 медаль                            |
| 2000 | Сергій Ліштван      | 139       | 72       | 67    | 20          | 3      | 3      | 11     | 17      | Ігор Басинський — 2 медалі                           |
| 1998 | Олександр Попов     | 59        | 44       | 15    | 9           | 0      | 0      | 2      | 2       | Олексій Айдаров та Дмитро Дащинський по 1 медалі     |
| 1996 | Ігор Астапкович     | 157       | 91       | 66    | 19          | 1      | 6      | 8      | 15      | Віталій Щербо — 4 медалі                             |
| 1994 | Ігор Желєзовський   | 33        | 21       | 12    | 7           | 0      | 2      | 0      | 2       | Світлана Парамигіна та Ігор Желєзовський по 1 медалі |

## Медальний залік

### Медалі на літніх Олімпійських іграх
| Ігри         | Золото | Срібло | Бронза | Загалом | Місце |
| 1996 Атланта | 1      | 6      | 8      | 15      | 37    |
| 2000 Сідней  | 3      | 3      | 11     | 17      | 23    |
| 2004 Афіни   | 2      | 5      | 6      | 13      | 26    |
| 2008 Пекін   | 4      | 5      | 10     | 19      | 16    |
| 2012 Лондон  | 2      | 5      | 5      | 12      | 26    |
| 2016 Ріо     | 1      | 4      | 4      | 9       | 40    |
| Загалом      | 13     | 28     | 44     | 85      | 48    |

### Медалі на зимових Олімпійських іграх
| Ігри                | Золото | Срібло | Бронза | Загалом | Місце |
| 1994 Лілліхаммер    | 0      | 2      | 0      | 2       | 15    |
| 1998 Нагано         | 0      | 0      | 2      | 2       | 20    |
| 2002 Солт-Лейк-Сіті | 0      | 0      | 1      | 1       | 23    |
| 2006 Турин          | 0      | 1      | 0      | 1       | 21    |
| 2010 Ванкувер       | 1      | 1      | 1      | 3       | 17    |
| 2014 Сочі           | 5      | 0      | 1      | 6       | 8     |
| Всього              | 6      | 4      | 5      | 15      | 24    |